# 江源武鑑
『江源武鑑』（こうげんぶかん）は、「佐々木氏郷」が著者とされている近江の戦国大名・六角氏に関する日次記形式の歴史書。天文6年7月（1537年）から元和9年7月（1623年）までを記している。全18巻。現存しているものには元和7年、明暦2年、刊行年不明の版本がある。一般的には沢田源内が作成した偽書と見られており、史料性を認められていない。

## 内容
一巻には、本書を書くにあたって用いたとする古記録のリストや、六角氏の分流の氏族一覧や、『江陽代々制法條々』と題した分国法、『江陽代々御出軍制法條々』と題した軍法などが記載されている。二巻以降は基本的に日次記形式となり、天文6年7月3日の足利義輝誕生の記事から元和9年7月9日の六角義郷の死没記事まで書かれている。八巻では「百箇条」という六角義実による訓戒のみで構成されている。主に六角氏関連の記述が並ぶが、関ヶ原の戦いの本戦など、六角氏が直接関係しておらず、本文中でも関連していない事件についても書かれている。最終巻となる18巻の末尾では、天正2年までは「正記」を出典とし、それ以降は義郷の家臣の書き付けを集めたものとしているが、天正10年（1582年）6月に観音寺城から落去した際に、代々の記録が焼失したと述べられている。また時折記録がないため記載が飛ばしてあると言及されている。
本書では六角氏のことは一貫して「佐々木氏」と書かれており、佐々木源氏の本流であり、近江国の正統な支配者「近江管領」であることが主張されている。作中の表現では、京極氏や、後に六角氏と敵対した浅井氏が六角氏に終始臣従している扱いとなっている。また六角氏綱の後継者は世に知られる六角定頼ではなく六角義実であり、その系譜が六角義秀、六角義郷と継承したということを基調としている。定頼系統は「箕作」という苗字で書かれており、六角義賢は六角氏当主ではなく「後見」などと称される。
しかし、年代に多くの間違いがあり、他の史料から裏づけのとれない独自のエピソードが多い。また義実・義秀・義郷の発給文書は、明らかな偽文書（例：『弘文荘書目』を除き、1通も確認されておらず、同時代史料に彼らの実在を裏づけるものは存在しない。また、これらの人物を実在とする文書館に於いても齟齬がある。京極氏が所蔵していた『六角佐々木氏系図略』では義秀の子で、『江源武鑑』での六角義郷に該当する人物は「義康」という諱になっている。

### 独自の記録の例
- 天文10年9月3日、当時の当主六角義実が、将軍足利義晴より北陸道管領、三位権中納言に任ぜられている。義実は当時四位参議と、すでに公卿であったとされる。義実は諸侯を従三位中納言まで任ずる例がないとして辞退したが、「本来なら二位内大臣に匹敵する功があった」とする義稙の強い意向で、口宣案なしに中納言に任ぜられたとされる。21日には朝廷より中納言任官の勅使が幕府のもとに来たが、義稙は綸旨を返却したという[4]。なお、公卿の官職・位階に昇った人物は『公卿補任』に掲載されるが、六角氏の人物が公卿として掲載された例はない。
- 永禄3年5月には織田信長が桶狭間の戦いで今川義元を破っているが、当時の当主六角義秀はこれに対して7人の重臣が率いる2300騎の援軍を送ったという[5]。これに先立つ永禄2年2月の記事では、今川義元が上洛するという意向を六角家に伝え、義秀はこれを認めないという返書を送ったという記事もある[6]。六角氏研究を行っている村井祐樹は、「不自然に織田信長や豊臣秀吉に結びつけた逸話」が多いのが沢田源内作の偽書の特徴であるとしており、この記述は「その最たるもの」としている[3]。
- 永禄11年12月には足利義昭より、六角義秀が「北陸道管領」に任ぜられた[2]。通説では六角氏は織田信長による義昭上洛に抵抗したとされているが、『江源武鑑』において六角氏本宗家の義秀は、信長とともに上洛し、義昭が参内した際には信長の上座を占めたという[7]。
- 義昭が征夷大将軍に任ぜられ大納言となった日、義秀と信長も公卿の官職である参議に昇った[8]。実際には義昭がこの際に任官したのは参議であり、信長もこの日に任官したという記録は残っていない。さらに『江源武鑑』 では、この後元亀元年（1570年）11月に信長が「四品侍従」に昇進したという記事があるが、侍従は参議より下の官職である[9]。
- 豊臣秀吉の前名は「木下元吉」であり、「六角氏から預けられた」高島郡を統治することになった天正3年2月17日に六角義秀から「秀」の字を賜り、「木下秀吉」と改名した[10]。実際には「坪内文書」など、これ以前に秀吉名義の文書は多数発見されており、この時期には「羽柴」の名字を称している。
- 天正10年6月3日、信長を本能寺の変で討った明智光秀が六角氏居城の観音寺城を攻め、これにより観音寺城は炎上した[11]。
- 義秀の子義郷は、近江八幡山城主として12万石を領し、右衛門督[12]近衛少将[13]に昇ったが、豊臣秀次に連座して改易された[12]。実際のこの時期までの近江八幡の領主は豊臣秀次、次いで京極高次である。
- 義郷は関ヶ原の戦いにおいて、西軍から北国表の大将として起用される話があったがこれを断った。後にこれを聞いた徳川家康は義郷を取り立てようとしたが、事前に家康に内通していないとして義郷は断った。家康は義郷を「良将」であると褒めたという[14]。
- 何人かの人物は通常称されている諱と異なる名前で表記されている。例えば松永久秀は「通秀」、浅井久政は「祐政」などである。

### 著者について
著者とされる佐々木氏郷は義郷の子であるとされ、明暦年間刊行の『江源武鑑』内の記述によれば、元和7年7月9日に生まれ、元和9年5月に元服したとされる。しかし実際には偽系図の作成者として有名な沢田源内氏郷が、自らを六角氏綱の子孫六角氏郷であると称し佐々木源氏の嫡流に位置付けるために執筆した偽書と考えられている。神戸能房によれば、沢田氏郷の父は沢田夫兵衛というものであり、京都で浄瑠璃作者をしていた源内が偽系図を作ってみずからを「六角兵部」と名乗っていた「大国賊」としている。『重編応仁記』（1706年）では、源内の出自は、「父は仁左衛門と云ふ。江州堅田郷に小分なる土民也」とある。

## 評価
寛文（1661年 - 1673年）年間に成立した神戸能房の『伊勢記』では「加入筆、有義秀・義弼等之作名、皆偽也、彼沢田氏郷者」と、すでに沢田源内による偽書であるという評価が行われていた。また江戸時代中期の和算家建部賢明は『大系図評判遮中抄』において沢田源内が「偽て定頼朝臣の長子に大膳大夫義實と云ふ名を作り、その子修理大夫義秀、其子右兵衛督義郷三世を、新たに佐々木の系中に建て丶、己れか父祖とし、義賢朝臣承禎をして義秀か後見なりとす」と捏造であると指摘した。また「義実・義秀・義郷」の三代は『中古国家治乱記』、『異本難波戦記』、『三河後風土記』、『武家高名記』、『浅井始末記』、『 浅井三代記』、『東国太平記』、『日本将軍伝』、『諸家興亡記』、『武家盛衰記』、『東海道驛路鈴』等の書籍で取り入れられているが、建部は「浅智の輩」によるものだとしている。健部は林羅山の『将軍家譜』や林鵞峰の『日本王代一覧』等にこれら三人が記載されていないことを指摘し、また三人のうち誰ひとりとして花押が伝わっていないとしている。故実家の伊勢貞丈も『安斎随筆』で『江陽屋形年譜』などとともに沢田源内による偽書であるとしている。享保19年（1734年）に発刊された『近江輿地誌略』でも『江源武鑑』の説に触れて「武鑑の説信用するに足らず」「偽書也」と断じられている。『徳川実紀』の編纂を行った成島司直も『改正三河後風土記』の序文で、三河後風土記撰者考というものが掲載され、その中で、沢田源内が『三河後風土記』の撰者であると断定し、彼が江源武鑑・武家系図という書を偽り作り、世に刊行して世俗を欺きたり、と言及している。
一方で江源武鑑は元和年間から延享年間にかけてたびたび重版され、系図類や神社の縁起などの著作物に取り入れられた。
明治年間には谷春散人『沢田源内偽撰書由来』（『歴史地理』第八巻収録、1906年）で批判している。大正年間には『近江蒲生郡志』において、南近江の諸系図には『江源武鑑』や同じく源内の作とされる『大系図』の影響が多いと批判されている。
平成に入ると古文書などに基づいた六角氏の支配構造などの研究が進展して、六角定頼以降の六角氏当主による近江支配の実態などが明らかにされつつある。このような状況下において、『江源武鑑』に対する日本史界における評価は変わっておらず、2019年（令和元年）に六角定頼の伝記を刊行した村井祐樹は、『江源武鑑』は江戸時代から偽書とされており一顧だにする価値はないとしている。

## 真書説
『江源武鑑』が偽書ではなく、六角氏郷によって記されたという説は、郷土史家の田中政三、在野の歴史研究家佐々木哲などが支持している。田中は観音寺城の発掘調査に長年携わった人物であるが、1979年（昭和54年） - 1982年（昭和54年）に弘文堂から刊行された著書『近江源氏』1 - 3巻でその実在を唱え、同書で以下のように述べている。
佐々木は『佐々木六角氏の系譜』（思文閣出版、2006年）『系譜伝承論―佐々木六角氏系図の研究』（思文閣出版、2007年）などで、「成立したとされる年代に登場人物がまだ生存していたこと」などを理由として『江源武鑑』を再評価している。
六角氏系図に関しては、佐々木氏一族である讃岐丸亀藩主京極氏、筑前黒田氏など大名家の記録にも事跡が記されている。『寛政重修諸家譜』（1789年 - 1801年）収録の六角旧臣山岡氏系図では、「佐々木義秀」の事蹟が記載されると主張している。
また、一次史料についても『萩藩閥閲録』所載、山内縫殿家文書にある天正4年10月3日六角義堯書状などが存在すると主張している。

### 真書説からの偽書とされた経緯
偽書でないとする説の提唱者からは、義郷が秀次事件に連座失脚して以来氏綱系の六角宗家が武家として仕官していないことから自らを本家と唱える庶流の説が権威を持った、江戸期には秀吉について触れることはタブーであったとしており、秀吉関連の事跡を隠蔽するために偽書とされた可能性があるという主張がされている。ただし、『江源武鑑』が流布された時期である江戸時代初期にも小瀬甫庵の『太閤記』や林羅山の『豊臣秀吉譜』など秀吉について触れた書は広く読まれていた。
また、江戸中期、氏郷、源内が共に没した後の1708年（宝永5年）、六角義賢（箕作家、六角家陣代）の子孫である加賀藩士・佐々木定賢（佐々木兵庫入道家）がすでに死去していた義賢流の旗本・佐々木高重を「本家を詐称した」として幕府に訴える事件が大きく関係しているという。
この訴訟に際して定賢が自らの家を六角氏正嫡に位置づけるために唱えた主張（『佐々木氏偽宗弁』系図綜覧所収）が建部賢明『大系図評判遮中抄』、近江の代表的な地誌『近江輿地誌略』（1734年）、『近江蒲生郡志』などに採用され、これらが世に広まった結果六角氏綱の子孫を嫡流とする本書は偽書にされたと説明するものもある。
また佐々木は、初版刊行当時は同書に記された六角氏の家臣、関係者も多くが生存しており、仮に源内が氏郷になりすます目的を持ってこの書を記したとすれば、たちまち露見し厳罰に処せられる可能性があるとしている。これは『六角佐々木氏系図略』に付属していた史料『京極氏家臣某覚書抜粋』に、「京都所司代が洛中で官位を詐称する者について追及を行っており、六角氏郷が京都所司代稲葉正則から喚問を受けた」という記述があることを根拠としている。ただし、この覚書抜粋は氏郷を嫡流とする系図に付属した史料であり、他の文書によって証明されたものではない。